# Башкирская отдельная кавалерийская бригада
Башкирская отдельная кавалерийская бригада (1919—1921) — военное формирование башкирских частей во время Гражданской войны в России.

## Формирование и история
Башкирская отдельная кавалерийская бригада была организована М. Л. Муртазиным в июне 1919 года на базе 1-го Башкирского кавалерийского полка имени А. Б. Карамышева Башкирского корпуса.
В составе бригады находились 1-й Башкирский кавалерийский полк, 2-й Башкирский кавалерийский полк, пехотный дивизион. В мае 1920 года в состав бригады был включен 1-й Башкирский кавалерийский полк расформированной Башкирской отдельной кавалерийской дивизии.
Башкирская отдельная кавалерийская бригада входила в состав белогвардейской Южной армии.

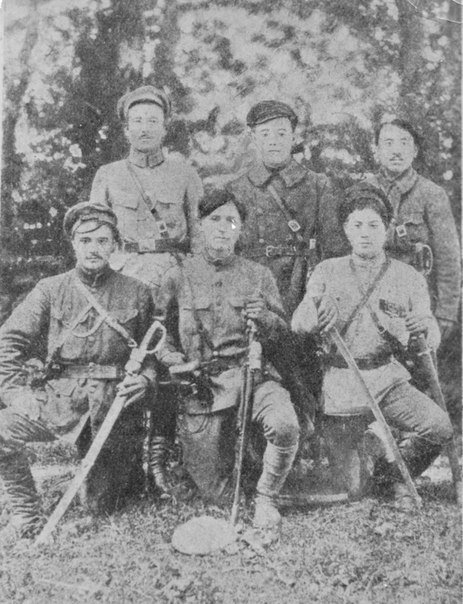
Бойцы Башкирской отдельной кавалерийской дивизии. Урал. 1919 год.

С 8 августа 1919 года Башкирская отдельная кавалерийская бригада начинает действовать самостоятельно, не обращая внимания на приказы командования белогвардейцев. 18 августа 1919 года внезапным ударом разбила 4-й Оренбургский армейский корпус. По содействию представителя Башревкома Т. Г. Имакова, 23 августа 1919 года бригада переходит на сторону РККА, включена в состав 1-й армии.
В сентябре 1919 года в бригаде насчитывалось 1 800 сабель, пеший батальон с двумя орудиями и восемью пулемётами. С 7 октября 1919 года Башкирская отдельная кавалерийская бригада сражалась в составе Илецкой группы войск Туркестанского фронта. Участвовала в боях против Уральской армии, в том числе в Уральско-Гурьевской операции. В этих тяжелых боях против уральских казаков бригада лишилась 60 % своего личного состава.
В декабре 1919 года согласно приказу М. В. Фрунзе как 2-я кавалерийская бригада вошла в состав 5-й кавалерийской дивизии 1-й армии. Вскоре по ходатайству Народного комиссариата по военным делам Башкирской АССР, Реввоенсоветом РСФСР бригаде был возвращён прежний статус.
В мае 1920 года вошла в состав 12-й армии. В состав бригады влился башкирский кавалерийский полк, прибывший из Петрограда, а в августе-сентябре 1920 года — добровольческие отряды из Башкортостана.
Во время советско-польской войны Башкирская отдельная кавалерийская бригада участвовала в Киевской и Ровно-Дубнинской наступательных операциях, а также при освобождении городов Ковель, Замостье, Грубешов, Дубно, Изяславль и других. Бригада принимала участие в ликвидации вооружённых формирований под руководством С. В. Петлюры.
10 декабря 1920 года согласно приказу командующего 12-й армией в связи со снижением численности солдат бригада сведена в два полка — 1-й и 2-й Башкирские кавалерийские полки. С начала 1921 года находится в подчинении командующего Киевским военным округом.
25 марта 1921 года Башкирская отдельная кавалерийская бригада была расформирована на 15-й, 16-й, 17-й и 18-й Башкирские отдельные эскадроны, которые в составе 12-й Пограничной дивизии имени Петроградского совета направлены на охрану одного из участков государственной границы с Румынией и Польшей.
В ноябре 1921 года 15-й, 16-й и 17-й Башкирские отдельные эскадроны преобразованы в 12-ю кавалерийскую дивизию, а 18-й эскадрон преобразован в 7-й кавалерийский полк 2-й кавалерийской дивизии червонного казачества.

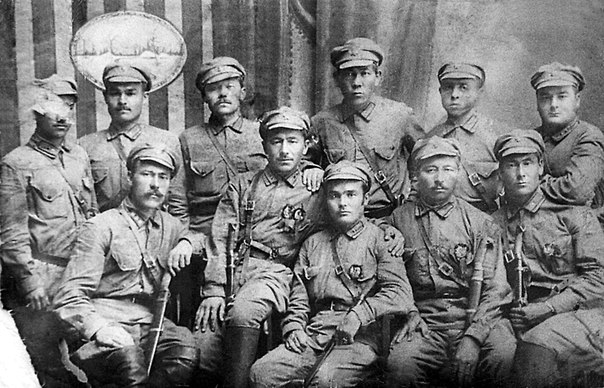
Группа командиров Башкирской отдельной кавалерийской бригады. 1919 год.

## Командующие
- М. Л. Муртазин (с июня 1919 года);
- и. о. Х. Я. Кальметьев (12—20 августа 1920 года);
- А. В. Горбатов (август 1920—1921).

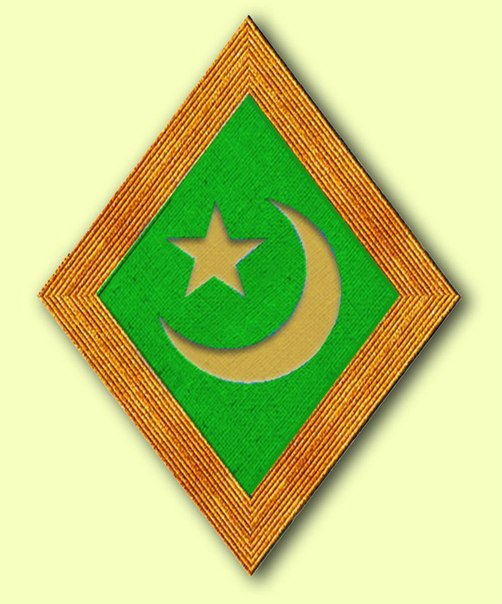

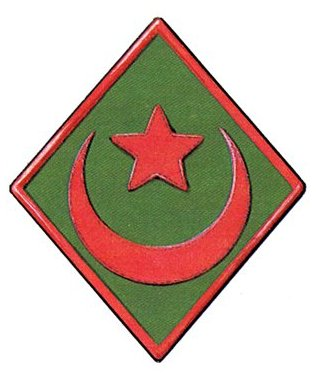

## Знаки отличия
Отличительным знаком личного состава Башкирской группы войск являлся нарукавный знак. Представлял собой ромб зелёного цвета, окантованный золотым шнуром. В середине ромба помещены шитые золотом полумесяц и звезда. Кроме этого существовали другие вариации нарукавной нашивки: красная звезда и полумесяц без ромба (на гимнастёрке), зелёный ромб с красной окантовкой.

## Награды
Свыше 80 воинов и командиров бригады были награждены Орденом Красного Знамени.

## Память
В 1950—1980-х гг. в городе Ровно в честь воинов бригады существовал памятник, а одна из его улиц носила имя бригады.